# Thomas McKinnon Wood
Thomas McKinnon Wood (26 janvier 1855-26 mars 1927) est un homme politique libéral britannique,. Considéré comme un libéral doté de «solides références progressistes»  il est membre du cabinet de Herbert Henry Asquith comme Secrétaire d'État pour l'Écosse entre 1912 et 1916 et comme Secrétaire financier du Trésor et Chancelier du duché de Lancastre entre juillet et décembre 1916. Il est également impliqué dans la politique de Londres et est président du London County Council entre 1898 et 1899.

## Jeunesse et éducation
Né à Stepney, il est le fils unique de Hugh Wood, marchand et armateur, et de sa seconde épouse Jessie McKinnon, fille du révérend Thomas McKinnon,. Son père est né à Orkney, où son père est agriculteur, mais s'installe ensuite à Londres. Wood fait ses études à la Brewers 'Company School, Aldenham, Hertfordshire, Mill Hill School et University College de Londres. Il est diplômé en 1875 avec mention en logique et philosophie morale. Après avoir obtenu son diplôme, il travaille brièvement sur la 9e édition de l'Encyclopædia Britannica, avant de rejoindre l'entreprise familiale en 1878, après que son père ait perdu la vue.

## Carrière politique

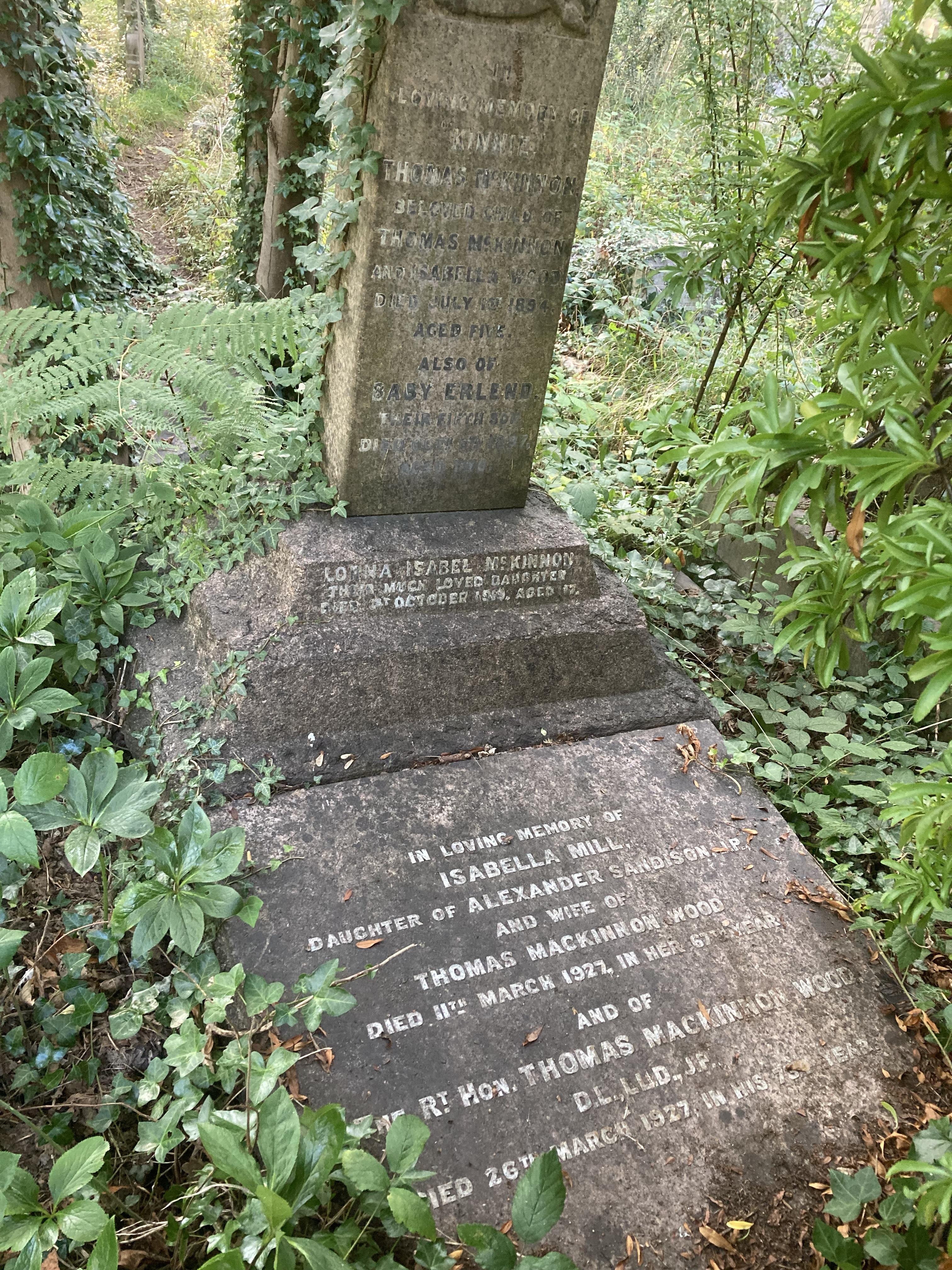
Caveau familial de Thomas McKinnon Wood.

Il est membre du London County Council pour Central Hackney de 1892 à 1909. De 1897 à 1908, il est chef du Parti progressiste et est également président du conseil de 1898 à 1899. En 1907, il est nommé conseiller municipal, poste qu'il occupe jusqu'en 1909. Il est nommé sous-lieutenant du comté de Londres en 1899.
Il s'est présenté sans succès comme candidat parlementaire pour East Islington en 1895, Glasgow St. Rollox en 1900  et Orkney et Shetland en 1902. Cependant, en 1906, il est élu pour Glasgow St Rollox en tant que libéral, un siège qu'il occupe jusqu'en 1918. En avril 1908, Wood est nommé secrétaire parlementaire du Board of Education dans l'administration de Herbert Henry Asquith, poste qu'il occupe jusqu'en octobre de la même année, date à laquelle il devient sous-secrétaire d'État aux Affaires étrangères.
En 1911, il est nommé secrétaire financier du Trésor et admis au Conseil privé. L'année suivante, il est promu Secrétaire d'État pour l'Écosse avec un siège au cabinet. Il occupe également ce poste lors de la formation de la coalition en temps de guerre en mai 1915. Son intégrité est remise en question dans l'affaire Oscar Slater entre 1908 et 1919. En juillet 1916 il est nommé Chancelier du duché de Lancastre et Secrétaire financier du Trésor. Ce dernier poste est considéré comme très important en temps de guerre et n'est pas considéré comme une rétrogradation.
Cependant, lorsque David Lloyd George devient Premier ministre en décembre 1916, Wood ne se voit offrir aucun poste au gouvernement. Au moment de l'élection générale de décembre 1918, Wood est un libéral anti-coalition Asquith. Comme la plupart des libéraux qui n'ont pas reçu le « coupon de coalition », il perd son siège, qui est remporté par Gideon Oliphant-Murray du Parti conservateur. Il fait une tentative de revenir aux Communes quand il se présente sans succès à Hackney Central en 1922.

## Famille
Il épouse Isabella Sandison, fille d'Alexander Sandison, en 1883. Ils ont huit enfants, six fils et deux filles. Deux fils et une fille l'ont précédé dans la tombe. Wood est décédé à South Kensington deux semaines après son épouse en mars 1927, âgée de 72 ans,. Après un service funèbre au Tabernacle de Whitefield, Tottenham Court Road, Wood est enterré au cimetière de Highgate.